# نامه (فیلم ۱۹۲۹)
نامه (انگلیسی: The Letter) فیلمی در ژانر رمانتیک است به کارگردانی ژان دو لیمور که در سال ۱۹۲۹ منتشر شد.
از بازیگران آن می‌توان به جین ایگلز و هربرت مارشال اشاره کرد.